# Zograscoop

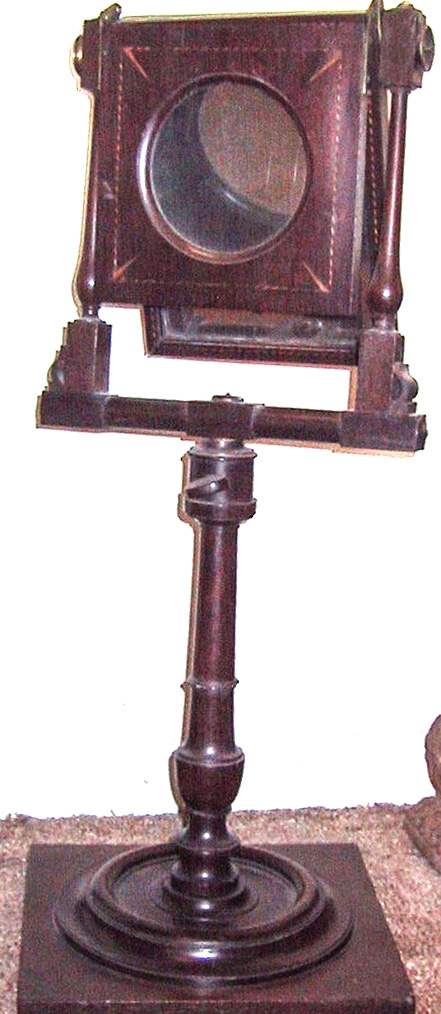
Zograscoop

Een zograscoop is een optisch apparaat voor het vergroten van platte afbeeldingen dat ook de eigenschap heeft om het gevoel van diepte in de afbeelding te versterken. Het bestaat uit een grote vergrootlens waardoor de foto wordt bekeken. Apparaten die alleen de lens bevatten, worden soms grafoscopen genoemd.
In de tweede helft van de achttiende eeuw werden deze apparaten gebruikt door de gegoede klasse om speciale prenten te kunnen bekijken die een illusie van diepte en perspectief opwekten.
De optica is een kijkapparaat, dat bestaat uit een grote, bolle lens, met een spiegel direct schuin daarachter geplaatst. Het geheel is op een standaard of in een doos gemonteerd. Het apparaat kon op een tafel gezet worden waardoor men zittend kon kijken naar voor die tijd spectaculaire afbeelding van voornamelijk bekende steden en landschappen.
Na de introductie van de fotografie raakte dit medium in ongebruik.